# Joe Cocker!
Albums de Joe Cocker
With a Little Help from My Friends
(1969) Mad Dogs and Englishmen
(1970)
Singles
1. Delta Lady
Sortie : 1969
2. She Came In Through the Bathroom Window
Sortie : 1969

Joe Cocker! est le deuxième album studio du chanteur anglais Joe Cocker sorti en novembre 1969.
Il obtient du succès aux États-Unis, où il est certifié disque d'or et se classe 11e dans le Billboard 200, et au Canada où il culmine à la 10e place du classement officiel établi par le magazine RPM.
Au Royaume-Uni il se classe 29e du UK Albums Chart en mai 1972 quand il est réédité sous la forme d'un double vinyle avec le premier album de Joe Cocker, With a Little Help from My Friends.
Deux singles en sont tirés: Delta Lady et She Came In Through the Bathroom Window, une reprise des Beatles,. 

## Liste des titres
| 1. | Dear Landlord                           | Bob Dylan                      | 3:23 |
| 2. | Bird on the Wire                        | Leonard Cohen                  | 4:30 |
| 3. | Lawdy Miss Clawdy                       | Lloyd Price                    | 2:15 |
| 4. | She Came In Through the Bathroom Window | - John Lennon - Paul McCartney | 2:37 |
| 5. | Hitchcock Railway                       | - Don Dunn - Tony McCashen     | 4:41 |

| 6.  | That's Your Business Now | - Joe Cocker - Chris Stainton | 2:56 |
| 7.  | Something                | George Harrison               | 3:32 |
| 8.  | Delta Lady               | Leon Russell                  | 2:51 |
| 9.  | Hello, Little Friend     | Russell                       | 3:52 |
| 10. | Darling Be Home Soon     | John Sebastian                | 4:49 |

| 11. | She's So Good to Me (face B du single Delta Lady) | - Cocker - Stainton  | 2:56 |
| 12. | Let It Be (enregistrement inédit)                 | - Lennon - McCartney | 5:05 |

## Musiciens
- Joe Cocker : chant
- Chris Stainton : piano, orgue
- Leon Russell : piano, orgue, guitare
- Henry McCullough, Clarence White : guitare
- Sneaky Pete Kleinow :guitare pedal steel
- Alan Spenner : basse
- Bruce Rowland, Paul Humphrey: batterie
- Milt Holland : percussions
- Merry Clayton, Bonnie Bramlett, Rita Coolidge, Patrice Holloway, Sherlie Matthews : choristes

## Classements hebdomadaires
| Classement (1969-1970)     | Meilleure place |
| -------------------------- | --------------- |
| Canada (RPM 100 Albums)    | 10              |
| États-Unis (Billboard 200) | 11              |

| Classement (1972)             | Meilleure place |
| ----------------------------- | --------------- |
| Royaume-Uni (UK Albums Chart) | 29              |

## Certifications
| Pays              | Certification | Unités certifiées |
| ----------------- | ------------- | ----------------- |
| États-Unis (RIAA) | Or            | 500 000           |